# Gambrus incubitor
Gambrus incubitor là một loài tò vò trong họ Ichneumonidae.